# Keratocephalus moloch
Keratocephalus moloch è un terapside estinto, appartenente ai dinocefali. Visse nel Permiano medio (circa 271 - 260 milioni di anni fa) e i suoi resti sono stati ritrovati in Sudafrica.

## Descrizione
L'aspetto di questo animale doveva essere impressionante: il corpo era voluminoso e sorretto da quattro arti robusti e muscolosi; la caratteristica più notevole era però la testa, lunga anche 50 centimetri. Le ossa del cranio erano molto spesse, come quelle del coevo Moschops, ma al contrario di quest'ultima forma, quelle di Keratocephalus andavano a formare una sorta di corno proiettato in avanti. Il muso, di solito, era allungato, ma i fossili mostrano una considerevole varietà nelle dimensioni e nella forma. 
Il cheratocefalo poteva raggiungere una lunghezza di 3 metri e un peso di una tonnellata; era uno degli animali più grandi del suo ambiente e, come molti altri animali simili (dinocefali), la dentatura suggerisce che fosse un erbivoro poco specializzato.

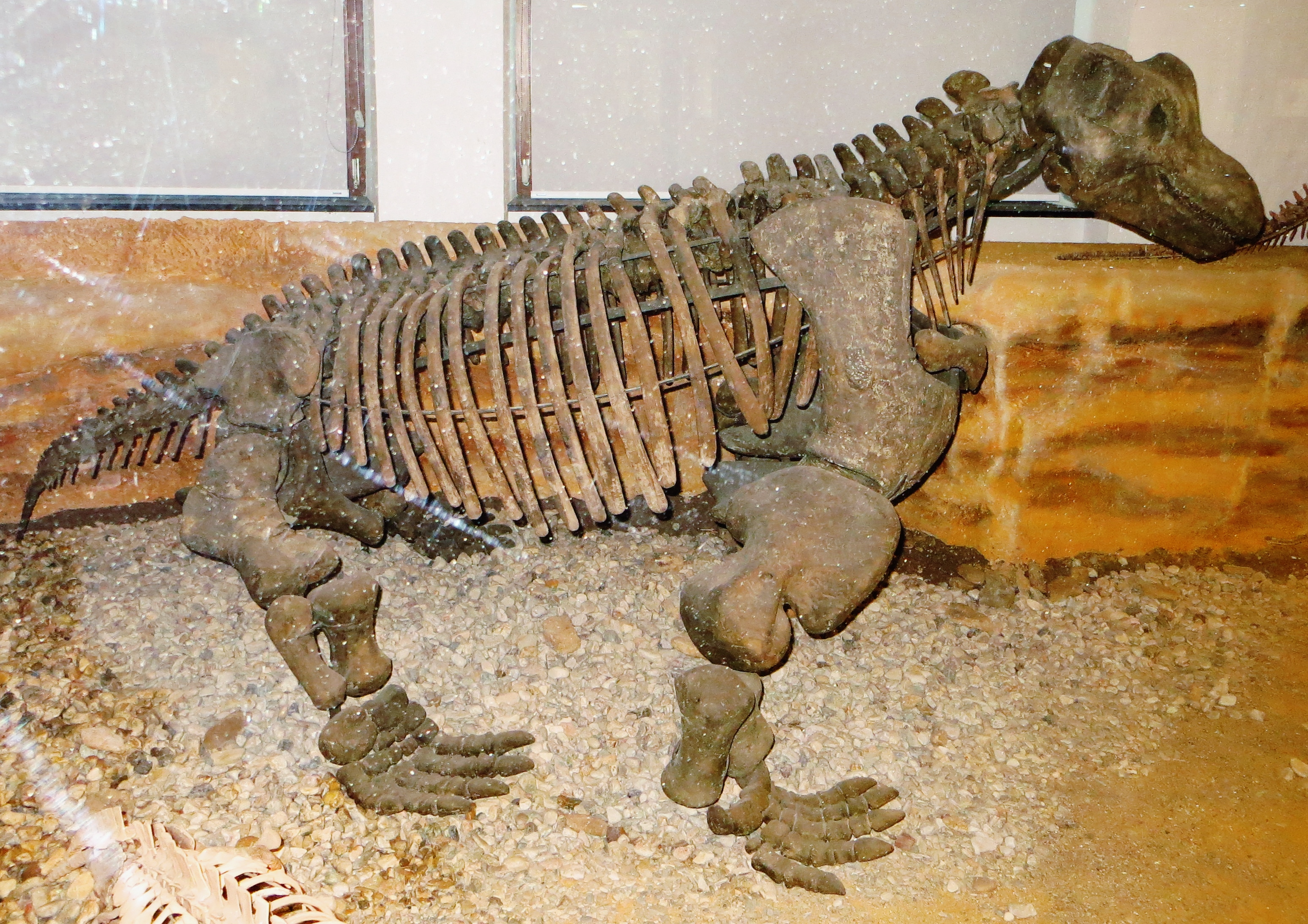
Scheletro di Keratocephalus moloch

## Classificazione
Questo grande terapside era un classico rappresentante dei dinocefali, un gruppo di animali dalle dimensioni imponenti e dai crani caratteristici. In particolare, le parentele più strette sono da ricercare con la famiglia dei tapinocefalidi, dotati di ossa craniche eccezionalmente ispessite. Si ritiene che Keratocephalus fosse meno derivato di altre forme come Tapinocephalus.
La grande variabilità di forma, ispessimento e lunghezza dei crani di cheratocefalo ha indotto alcuni studiosi a ritenenre che fosse presente più di una specie di questo animale, ma la maggior parte degli studiosi non è d'accordo. Un altro animale simile è Mormosaurus.